# Redditi dominicali dei terreni
I redditi dominicali dei terreni, ai sensi della legge italiana, sono una tipologia di reddito derivanti dai terreni situati nel territorio dello Stato. 

## Disciplina normativa
A norma dell’articolo 25 del Decreto del Presidente della repubblica, n. 917, del 22 dicembre 1986, denominato Testo Unico delle Imposte sui Redditi, di seguito T.U.I.R., vengono definiti fondiari i redditi inerenti ai terreni ed ai fabbricati, situati nel territorio dello Stato, che sono o devono essere iscritti, con attribuzione di rendita, rispettivamente nel catasto dei terreni o nel catasto edilizio urbano. 
I redditi fondiari si suddividono in redditi dei fabbricati e redditi dei terreni, che a loro volta si scompongono in redditi dominicali e redditi agrari. 
Il reddito dominicale trova la sua disciplina negli articoli dal 27 al 35 del T.U.I.R.
L’articolo 27 definisce il reddito dominicale dei terreni come il reddito costituito dalla parte dominicale del reddito medio ordinario ritraibile dal terreno attraverso l’esercizio di attività agricole. 
Tale reddito coincide, dunque, con la rendita in senso tecnico -attribuibile alla terra nel suo stato originario- e con gli interessi dei capitali in essa stabilmente investiti; a tal proposito il legislatore non ha assunto come riferimento la rendita effettiva o gli interessi effettivamente percepiti, bensì le rendite nella loro entità medio-ordinaria.
Perché un terreno possa considerarsi produttivo di reddito dominicale è necessario che su di esso venga esercitata un’attività agricola, ancorché non ad opera del possessore del fondo. 
Sono attività agricole ai sensi dell’articolo 32 T.U.I.R.:
le attività dirette alla coltivazione del terreno e alla silvicoltura;
l’allevamento di animali con mangimi ottenibili per almeno un quarto dal terreno e le attività dirette alla produzione di vegetali tramite l’utilizzo di strutture fisse o mobili, anche provvisorie, se la superficie adibita alla produzione non eccede il doppio di quella del terreno su cui la produzione stessa insiste;
la manipolazione, conservazione, trasformazione, commercializzazione e valorizzazione, ancorché non svolte sul terreno, di prodotti ottenuti prevalentemente dalla coltivazione del fondo o del bosco o dall’allevamento di animali, con riferimento ai beni individuati, ogni due anni, con Decreto ministeriale. 
Nei casi di comproprietà e di trasferimento del possesso del terreno valgono le disposizioni generali sui redditi fondiari. Stesso dicasi per del concorso dei redditi dominicale dei terreni alla formazione del reddito complessivo.
Non si considerano produttivi di reddito fondiario i terreni che costituiscono pertinenze di fabbricati urbani, quelli dati in affitto per usi non agricoli, nonché quelli strumentali all'esercizio di impresa commerciale (Art. 27, c. 2, D.P.R. 917/1986).

## Composizione
Il reddito dei terreni catastalmente determinato si compone di reddito dominicale e agrario. Quello dominicale è la parte di reddito fondiario che remunera la proprietà, mentre quello agrario è la parte di reddito fondiario attribuita al capitale di esercizio e all'organizzazione nell'attività agricola.

## Determinazione del reddito
La determinazione del reddito dominicale (Art. 28, D.P.R. 917/1986) avviene mediante l'applicazione di tariffe d'estimo stabilite, secondo le norme della legge catastale, per ciascuna qualità e classe di terreno.
Dette tariffe d'estimo sono sottoposte a revisione ogni dieci anni, o quando se ne manifesti l'esigenza per sopravvenute variazioni nelle quantità e nei prezzi dei prodotti e dei mezzi di produzione(Art. 28, c. 2, D.P.R. 917/1986). Le modifiche derivanti dalla revisione hanno effetto dall'anno successivo a quello di pubblicazione nella Gazzetta Ufficiale(Art. 28, c. 4, D.P.R. 917/1986).
Non concorrono alla determinazione della base imponibile ai fini delle imposte sul reddito, i redditi catastali di terreni, parchi e giardini aperti al pubblico, a condizione che al proprietario non derivi alcun reddito da detti terreni.
Oltre alla determinazione del reddito bisogna anche tenere a mente che questo può essere soggetto a rivalutazioni nel corso del tempo.
La rivalutazione, la quale è stabilita per legge e applicata come percentuale fissa al reddito dominicale e al reddito agrario, deve essere operata da chi presta l’assistenza fiscale e ha l'obiettivo di adeguare periodicamente il valore fiscale dei terreni, in modo che sia più vicino al valore reale e all'acquisto. Questo permette di aggiornare il carico fiscale in modo coerente con le variazioni economiche, assicurando che il sistema fiscale resti equo e che i valori non si discostino troppo dalla realtà del mercato e dell'agricoltura.
Sono interessati alla rivalutazione tutti i proprietari di terreni agricoli ma con alcune differenze, perché :
- I coltivatori diretti e Imprenditori Agricoli Professionali (IAP) spesso hanno agevolazioni fiscali che riducono o escludono gli effetti della rivalutazione su alcune imposte.

- I proprietari non coltivatori diretti vedono invece applicata la rivalutazione piena, e pagano imposte basate sul reddito dominicale rivalutato.

Un esempio di rivalutazione: se il reddito dominicale originale era di 1.000 euro, con una rivalutazione del 30%, diventerà: 1.000 euro + (1.000euro×30%) =1.300euro

## L'imputazione al reddito dei terreni
L'imputazione del reddito dei terreni è finalizzata a determinare chi è tenuto a dichiarare il reddito prodotto da un terreno ai fini fiscali. 
Nella categoria dei redditi fondiari sono compresi i redditi dei terreni, questi ultimi si suddividono a loro volta in redditi dominicali e redditi agrari. 
Il reddito derivante dal terreno viene imputato a chi possiede la proprietà o un diritto reale sul terreno dal primo gennaio dell'anno fiscale. 
Se nel corso dell'anno dovesse esserci una variazione in termini di proprietari terrieri, essi dovranno indicare nella propria dichiarazione dei redditi la loro quota relativamente al periodo di godimento del reddito derivante dalla proprietà del terreno in questione. Emerge la necessità di individuare il titolare del reddito dominicale qualora il pieno godimento di quest'ultimo sia in capo a soggetti che differiscono dall'effettivo titolare. La presenza di redditi dominicali non agricoli verrà valutata nella rendita catastale.

## Variazioni del reddito dominicale
Si ha una variazione del reddito dominicale in aumento quando la qualità di coltura risultante in catasto viene sostituita con altra di maggiore reddito (Art. 29, c. 1, D.P.R. 917/1986). Di contro si ha una variazione in diminuzione del reddito dominicale quando la qualità di coltura risultante in catasto viene sostituita con altra di minore reddito o dalla diminuzione della capacità produttiva del terreno per cause di forza maggiore (Art. 29, c. 2, D.P.R. 917/1986). In ogni caso non si tiene conto delle variazioni dipendenti da circostanze transitorie (Art. 29, c. 3, D.P.R. 917/1986).

### Denuncia delle variazioni
La denuncia delle variazioni del reddito dominicale va fatta all'UTE (Ufficio Tecnico Erariale), indicando la partita catastale e le particelle cui le variazioni si riferiscono, unitamente alla dimostrazione grafica del frazionamento se le variazioni riguardano porzioni di particelle (Art. 30, c. 1, D.P.R. 917/1986).

### Termini per la denuncia
Le variazioni in aumento devono essere denunciate entro il 31 gennaio dell'anno successivo a quello in cui si sono verificati i fatti che hanno portato all'aumento del reddito ed hanno effetto da tale anno (Art. 30, c. 2, D.P.R. 917/1986).
Le variazioni in diminuzione hanno effetto dall'anno in cui si sono verificati i fatti che hanno portato alla diminuzione del reddito, se la denuncia è stata presentata entro il 31 gennaio dell'anno successivo. Di contro, se la denuncia è stata presentata dopo, le variazioni hanno effetto dall'anno in cui è stata presentata la denuncia (Art. 30, c. 3, D.P.R. 917/1986).
Le variazioni permanenti del reddito dominicale, avvenute in determinati Comuni (Art. 26, c. 5, D.P.R. 917/1986), hanno effetto dall'anno successivo a quello di pubblicazione del decreto istitutivo di nuove qualità e classi dei terreni nella Gazzetta Ufficiale (Art. 30, c. 4, D.P.R. 917/1986).

### Sanzioni per l'omessa denuncia
Con effetto dal 1º aprile 1998, in caso di omessa denuncia nei termini previsti dalla legge delle variazioni in aumento del reddito dominicale, si applica la sanzione amministrativa che va da un minimo Euro 258,00 ad un massimo Euro 2.065,00 (Art. 3, D.Lgs. 18 dicembre 1997, n. 471).
Vale la pena notare che, in base al principio del "favor rei", anche alle violazioni antecedenti il 1º aprile 1998 si applicano tali sanzioni.

## Dichiarazione dei redditi
Il quadro RA - Reddito dei terreni - deve essere compilato da:
- da chi possiede, a titolo di proprietà, enfiteusi, usufrutto o altro diritto reale, terreni situati nel territorio dello Stato che sono o devono essere iscritti in catasto con attribuzione di rendita. In caso di usufrutto o altro diritto reale il titolare della sola “nuda proprietà” non deve dichiarare il terreno;
- dall’affittuario che esercita l’attività agricola nei fondi in affitto e gli associati nei casi di conduzione associata. In tal caso deve essere compilata solo la colonna relativa al reddito agrario. L’affittuario deve dichiarare il reddito agrario a partire dalla data in cui ha effetto il contratto;
- dal titolare dell’impresa agricola individuale, anche in forma di impresa familiare o il titolare dell’azienda coniugale non gestita in forma societaria che conduce il fondo. Se questi contribuenti non sono proprietari del terreno, non lo hanno in usufrutto o non hanno su di esso un altro diritto reale, va compilata solo la colonna del reddito agrario.

Non vanno dichiarati in questo quadro i terreni situati all’estero e quelli dati in affitto per usi non agricoli (ad es. per una cava o una miniera), in quanto costituiscono redditi diversi e, pertanto, vanno indicati nel rigo D4 del quadro D.
Non vanno dichiarati, in quanto non producono reddito dominicale e agrario:
- i terreni che costituiscono pertinenze di fabbricati urbani, per esempio giardini, cortili;
- i terreni, parchi e giardini aperti al pubblico o la cui conservazione è riconosciuta di pubblico interesse dal Ministero per i beni e le attività culturali purché il proprietario non abbia ricavato alcun reddito dalla loro utilizzazione per tutto il periodo d’imposta. Tale circostanza deve essere comunicata all’ufficio dell’Agenzia delle Entrate entro tre mesi dalla data in cui la proprietà è stata riconosciuta di pubblico.

Nel Modello 730, il Quadro A è dedicato alla dichiarazione dei redditi dei terreni. Qui devono essere riportati i valori catastali sia per il reddito dominicale che per il reddito agrario. 
Ecco i principali elementi da compilare:
- Colonna 1: valore del reddito dominicale, basato sulla rendita catastale.
- Colonna 2: codice di esenzione IMU.
- Colonna 3: reddito agrario se il terreno è produttivo (ad esempio per coltivazioni).
- Colonna 4 e 5: giorni di possesso e la percentuale di proprietà.
- Colonna 9: indicare eventuali esenzioni dall’IMU, come per i terreni posseduti da coltivatori diretti.

Il contribuente deve inserire i valori catastali senza includere le rivalutazioni. Tali rivalutazioni saranno poi applicate dal CAF o professionista nel prospetto di liquidazione.
Per il calcolo IRPEF, i redditi dominicale e agrario sono rivalutati come segue:
- Reddito dominicale: rivalutato dell’80%.
- Reddito agrario: rivalutato del 70%.

I redditi dominicale e agrario sono ulteriormente rivalutati del 30%, oppure del 10% se il terreno è gestito da coltivatori diretti o IAP.
Nel caso di terreni esenti dall’IMU, l’IRPEF è dovuta sia sul reddito dominicale che su quello agrario; al contrario, se il terreno è soggetto a IMU, l'IRPEF non si applica sul reddito dominicale ma solo sul reddito agrario.

## Riferimenti normativi
- Artt. 27-35 del DPR 22 dicembre 1986, n. 917 - Approvazione del testo unico delle imposte sui redditi